# Sauvetage des Arméniens pendant le génocide arménien
Pendant la Première Guerre mondiale, et ce jusqu'en 1923, des individus et des groupes ont aidé (ou essayé d'aider) des Arméniens à échapper au génocide arménien perpétré par le gouvernement Jeune-Turc puis par Mustafa Kemal Atatürk. Depuis la fin de l'URSS, et l'indépendance de l'Arménie, les recherches se sont concentrées de manière croissante sur les individus ottomans (turcs, kurdes, turcopoles, arabes) et occidentaux (missionnaires, ambassadeurs, etc.) qui se sont opposés au génocide perpétré en leur temps. Il est généralement considéré que de tels individus ou groupes ont pu aider aussi les victimes des génocides assyrien et grec, qui se déroulent à peu près en même temps.

## Responsables civils ottomans
Quelques responsables civils, pour la plupart Jeunes-Turcs, se sont opposés au génocide et ont parfois été jusqu'à sauver des arméniens. C'est le cas de Hasan Mazhar, gouverneur (vali) d'Ankara qui refuse de participer au génocide, est limogé avant de revenir mener les procès d'Istanbul condamnant à mort les responsables les plus évidents du génocide. C'est aussi le cas de Suleyman Nazif (gouverneur de Bagdad) et de son frère, Faik Ali Ozansoy, que les génocidaires appelaient le "gouverneur des infidèles" en réponse à son sauvetage de plus de trois mille Arméniens du massacre et de la déportation.
Mehmed Djelal Bey, gouverneur d'Alep, refuse d'effectuer les déportations, ce qui entraîne sa mutation à Konya, où il refuse de nouveau les ordres de déportation ; il est surnommé le Oskar Schindler turc. Face à la politique génocidaire en œuvre, il se rend à Constantinople pour demander des explications au siège du parti. En revenant à Konya, toute la population arménienne a été déportée en son absence. Il dira plus tard sur son action pendant le génocide :

« [J'étais] une personne assise au bord d'une rivière, sans aucun moyen de sauver qui que ce soit. Le sang coulait dans la rivière et des milliers d'enfants innocents, des vieillards irréprochables, des femmes sans défense, des jeunes hommes forts, dévalaient cette rivière vers l'oubli. Tous ceux que je pouvais sauver à mains nues, je les ai sauvés, et les autres, je pense qu'ils ont descendu cette rivière pour ne jamais revenir. »

Certains gouverneurs ottomans s'opposant à la volonté de l'État sur la question d'extermination des arméniens sont exécutés ou assassinés. Hüseyin Nesimi, préfet de Lice, refuse d'obéir à l'ordre oral et demande un ordre écrit ; il est renvoyé, convoqué à Diyarbakir et assassiné sur la route par Rechid Bey ; avec lui sont assassinés Ferit, le gouverneur de Basra, Bedri Nuri, le gouverneur-lieutenant de Müntefak, Sabit, le député de Beşiri et Ismael Mestan, un journaliste.
Le préfet de Midyat est aussi assassiné par les forces de Rechid Bey, surnommé le « boucher de Diyarbakir », comme le rapporte un télégramme du consul allemand de Mossoul, Holstein : « Le préfet de Midyat a défié les ordres de tuer des chrétiens dans sa région ; très rapidement, il a été assassiné sur ordre du gouverneur général de Diyarbakır ».

## Responsables religieux ottomans et étrangers

### Ottomans
Pendant le génocide arménien, de nombreux missionnaires catholiques ou protestants occidentaux se sont impliqués sur place pour essayer de sauver des arméniens. Certains responsables religieux ottomans, comme le Cheikh al-Islam Mustafa Hayri Efendi, second personnage le plus important de l'islam sunnite après le calife ottoman, s'y sont aussi opposés ouvertement. Mustafa Hayri Efendi sera arrêté, jugé et exécuté par les Jeunes-Turcs.

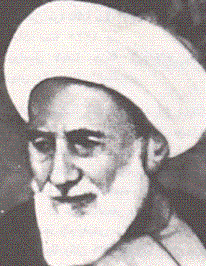
Le Grand Imam d'Al-Azhar, Salim al-Bishri

En 1909, en réponse à un cheikh turc ayant appelé au massacre des Arméniens pendant le massacre d'Adana, le cheikh Salim al-Bishri, grand imam de l'Université al-Azhar lance une fatwa contre quiconque participerait au massacre des Arméniens. Dans celle-ci, il déclare, entre autres, :

« Nous avons entendu, à travers les journaux locaux, des nouvelles attristantes et des reportages méprisables sur les musulmans dans certaines provinces anatoliennes des royaumes ottomans. Il s'agit notamment de rapports selon lesquels ils auraient transgressé les chrétiens en les attaquant et en les assassinant brutalement. Nous avons été choqués par de tels rapports et espérions qu'ils se révéleraient faux, car l'Islam, en tant que principe général, interdit absolument les actes d'agression injustifiés et interdit l'oppression, l'effusion de sang et le fait de nuire à autrui, qu'il soit musulman, chrétien ou juif. »

En 1917, le chérif de la Mecque et calife sunnite, Hussein ben Ali, publie un décret relatif aux zones qu'il conquiert sur l'Empire ottoman : « Ce qui vous est demandé est de protéger tous ceux de la communauté arménienne qui peuvent séjourner ou vivre dans vos quartiers ou bien parmi vos tribus »

### Missionnaires
Parmi les missionnaires, il est à noter qu'une proportion importante sont des femmes, qui s'occupaient principalement d'orphelins et qu'à travers ces orphelinats, elles ont pu sauver les enfants arméniens, grecs et assyriens de la déportation. On peut mentionner Mary Louise Graffam, Grace Knapp, Nellie Miller-Mann, Maria Jacobsen, Anna Hedwig Büll,, qui sauve des milliers d'enfants arméniens ; Susan Wealthy Orvis, qui sauve jusqu'à 4000 enfants arméniens et grecs, Karen Jeppe, surnommée la Mère des Arméniens, Alma Johansson, Edwin Munsell Bliss, Maria Gerber.
Des organisations missionnaires ont pu sauver les victimes arméniennes, ou du moins essayer, pendant le génocide, comme la Société allemande d'aide aux Arméniens.

## Diplomates, organisations internationales
La Croix Rouge arménienne de Constantinople fondée en 1913 par Zarouhi Bahri, dont la famille est morte en déportation, s'engage dans le sauvetage d'enfants survivants du génocide.

## Individus divers
Dans la région de Deir ez Zor, lieu de destination d'une grande partie des déportations, de nombreuses tribus arabes, musulmanes et orthodoxes sont venues apporter leur aide humanitaire aux déportés. À Alep, des familles arabes ont pu accueillir des arméniens, enfants ou adultes, pour les protéger du génocide.